# Западная диалектная зона

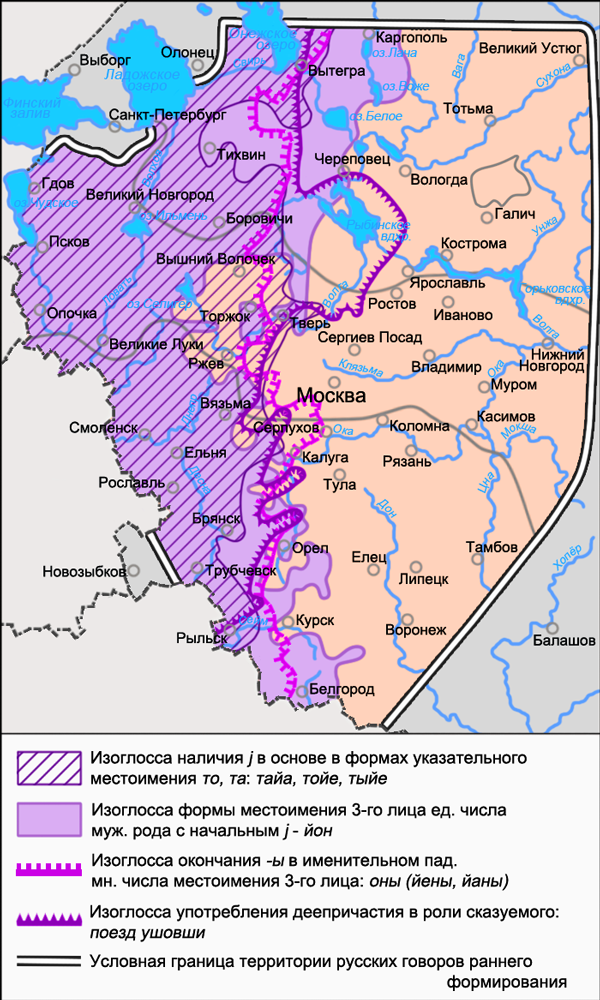
Западная диалектная зона

За́падная диале́ктная зо́на — одна из диалектных зон русского языка, ареал которой охватывает западную часть территории распространения говоров русского языка первичного формирования, и располагается соответственно в западных районах северного и южного наречий, а также в западных районах среднерусских говоров. Языковые черты западной диалектной зоны характерны для говоров Ладого-Тихвинской и Онежской групп северного наречия, для говоров Западной, Верхне-Днепровской и Верхне-Деснинской групп южного наречия, а также для западных среднерусских говоров.
Формирование языковых черт западной диалектной зоны, являющихся инновациями, распространившимися в XVI—XVII веках на сопредельной территории областей распространения белорусских и западнорусских говоров, вызвано длительными историческими связями говоров западной части восточнославянского ареала, прежде всего западнорусских и белорусских.
Особое положение западных говоров русского языка впервые было показано К. Ф. Захаровой и В. Г. Орловой, выделивших западную диалектную зону как диалектную единицу. Позднее факт общности западнорусских говоров был подтверждён Н. Н. Пшеничновой, в её структурно-типологической классификации русского языка на первом уровне членения были выделены говоры Западнорусского диалектного типа, противопоставленные Севернорусскому и Южнорусскому диалектным типам. Территория распространения говоров западнорусского диалектного типа отличается от западной диалектной зоны меньшим размером — ареал диалектной зоны значительно расширен на север и северо-восток, а ареал Западнорусского типа в сравнении с ареалом зоны смещён к границам Белоруссии и Украины.
В говорах западной диалектной зоны отмечается сравнительно небольшое число общих для них диалектных явлений, при этом ряд их языковых черт обычно встречается в белорусских и украинских говорах (прежде всего в граничащих с западнорусскими).
К основным языковым явлениям западной диалектной зоны относят: наличие йотации начального гласного в личных местоимениях 3-го лица: [йо]н, [йо]на́, [йо]но́, [йо]ны́; наличие местоимения они в форме 3-го лица множественного числа с окончанием -ы — он[ы́]; формы указательных местоимений с наличием j в основе: т[а́йа] «та» — т[у́йу] «ту», т[о́йе] «то», т[ы́йи] «те»; употребление деепричастий прошедшего времени в качестве сказуемого типа по́езд ушо́вши; распространение конструкции с предлогом с или з в случаях типа прие́хал з го́рода, вы́лез с я́мы в соответствии с предлогом из.

## Общие сведения и значение в классификации
Как и все остальные диалектные зоны западная зона не входит в иерархическую структуру диалектного членения русского языка, включающую наречия и группы говоров (и, соответственно, не показана на основной диалектологической карте). Западная диалектная зона не является частью ни северного, ни южного наречий, ни среднерусских говоров, и не является исключительной диалектной зоной для входящих в её ареал групп говоров. Так, ареал западной диалектной зоны размещён на части территорий как северного, так и южного наречий и на западной части территории среднерусских говоров, а расположенные в ареале западной зоны, например, Псковская и Верхне-Деснинская группы говоров являются также частями и других диалектных зон: ареал псковских говоров охватывается ареалом юго-западной и северо-западной диалектных зон, а ареал верхне-деснинских говоров включён полностью не только в ареал западной зоны, но и в ареалы юго-западной и южной диалектных зон.
Языковые черты одной диалектной зоны не противопоставляются чертам другой диалектной зоны или совокупности черт других диалектных зон, в связи с чем ареалы зон свободно пересекаются друг с другом. Так, ареал западной диалектной зоны накладывается на западные части ареалов южной и северной диалектных зон и почти полностью накладывается на ареалы северо-западной и юго-западной диалектных зон.
Диалектные зоны связаны с членением всей территории русского языка: комплекс языковых черт западной диалектной зоны противопоставляется всей остальной области распространения русских говоров раннего формирования.
При этом языковые явления диалектных зон взятые в целом не противопоставлены какому-либо единому комплексу явлений — та или иная их черта противопоставлена либо явлению всей остальной территории, как правило, сходному с литературным языком (и потому не дающему чёткой изоглоссы), либо совокупности явлений разных диалектных объединений. Так, например, распространению форм указательных местоимений с наличием j в основе (т[а́йа], т[айа́], т[ыйа́], т[ойа́], т[ой], т[о́йе], т[ы́йи], т[ы́йе], т[е́йи] и т. п.) в западной диалектной зоне противопоставлено распространение форм местоимений та, тот, то, те во всех остальных говорах (являющихся также нормой литературного языка); употреблению деепричастий прошедшего времени в качестве сказуемого типа по́езд ушо́вши, трава́ скоси́вши противопоставлено отсутствие таких форм в остальных русских говорах и в литературном языке; распространению местоимения 3-го лица в форме именительного падежа множественного числа с окончанием -ы (он[ы́]) противопоставлена совокупность двух форм: форма с окончанием -е (он[е́]), характерная для говоров северо-восточной диалектной зоны, и форма с окончанием -и — он[и́], известная в исключительном употреблении в говорах юго-восточной зоны и являющаяся при этом нормой русского литературного языка.
Выделение диалектных зон как единиц диалектного членения русского языка стало результатом масштабных исследований русских говоров методами лингвистической географии, проводившихся во второй половине XX века с целью составления «Диалектологического атласа русского языка». В работах К. Ф. Захаровой и В. Г. Орловой (в разделе «Русской диалектологии» 1964 года и в «Диалектном членении русского языка» 1970 года) диалектные зоны представляют один из трёх типов лингво-территориальных единиц наряду с наречиями и группами говоров.
Выделение диалектных зон (включая и западную зону) носит вспомогательный характер . Диалектная зона показывает связи между различными группами говоров, в том числе и относящимися к разным наречиям или переходным среднерусским говорам. Так, например, западная диалектная зона показывает общность черт групп говоров, относящихся к разным наречиям — севернорусской Ладого-Тихвинской группы и южнорусской Западной группы, противопоставляя их тем самым группам говоров восточной части северного и восточной части южного наречий, в которых такие явления отсутствуют (наличие в личных местоимениях 3-го лица начального j; наличие местоимения 3-го лица в форме именительного падежа множественного числа с окончанием -ы и т. д.). Также диалектная зона даёт основание для выделения переходных (межзональных) говоров и дифференциации среднерусских говоров: в окраинных частях ареала западной диалектной зоны (в области взаимоналожения с окраинными частями ареалов других диалектных зон) локализуются межзональные говоры как на территории северного, так и на территории южного наречий. Также языковые явления западной зоны отчасти обособляют западные среднерусские говоры от восточных. Наличие характеристики диалектной зоны заметно упрощает характеристику групп говоров — вместо перечисления одних и тех же диалектных черт для разных групп говоров в работах по русской диалектологии часто просто упоминают только о том, что данная группа говоров характеризуется всеми чертами той или иной диалектной зоны. Кроме того, диалектные зоны показывают тенденции языкового развития, существовавшие на территории распространения русских говоров в тот или иной исторический период.
Языковой комплекс западной диалектной зоны состоит из немногочисленных явлений, тем не менее для него характерны явления, связанные с разными уровнями языка и разными типами соответственных явлений. Например, явление из области фонетики — наличие ударения на первом слоге у прилагательных «седьмой» ([с’о́]мой) и «шестой» ([шо́]стой), из области морфологии — распространение форм указательных местоимений с наличием j в основе (т[а́йа] «та» — т[у́йу] «ту», т[о́йе] «то», т[ы́йи] «те»), из области синтаксиса — распространение конструкции с предлогом с или з в случаях типа прие́хал з го́рода, вы́лез с я́мы в соответствии с предлогом из) и из области лексики — наличие слов лемеши́, омеши́ «сошники у сохи» и т. д.. Среди явлений, связанных с двучленным типом соответственных явлений, отмечается наличие в личных местоимениях 3-го лица начального j ([йо]н, [йо]на́, [йо]но́, [йо]ны́), противопоставленное отсутствию начального j в этих местоимениях на всей остальной территории распространения русского языка; среди многочленных явлений отмечается распространение местоимения 3-го лица в форме именительного падежа множественного числа он[ы́], которому противостоит распространение формы он[е́] в говорах северо-восточной диалектной зоны, и распространение формы он[и́] в говорах юго-восточной диалектной зоны. Западная диалектная зона входит в число пяти основных диалектных зон (как и северо-западная, северо-восточная, юго-западная и юго-восточная), имеющих наиболее важное значение в диалектном членении русского языка.

## Особенности размещения
Пучок изоглосс западной диалектной зоны в его протяжении с севера на юг характеризуется удалённостью изоглосс друг от друга в северной части пучка и более чётким, компактным их расположением в центральной и южной частях.
Совмещение отрезков изоглосс западной диалектной зоны с пучками изоглосс других диалектных зон (северного отрезка с пучками изоглосс северо-западной и северо-восточной диалектных зон и южного отрезка с пучками изоглосс юго-западной и юго-восточной диалектных зон) проходит с севера на юг по территориям наречий и среднерусских говоров, разделяя их на западные и восточные части. Наличие языковых черт противоположно размещённых диалектных зон по разные стороны от данного совмещения пучков изоглосс противопоставляет западные среднерусские говоры восточным и западные области северного и южного наречий их восточным областям, усиливая при этом обособление Ладого-Тихвинской группы говоров от других групп говоров северного наречия, а также объединяя вместе Западную, Верхне-Днепровскую и Верхне-Деснинскую группы говоров и обособляя их от других групп говоров южного наречия.
Изоглоссы западной диалектной зоны по-разному продвигаются в восточном направлении, образуя области неравномерного распространения диалектных явлений. Пересечения изоглосс западной зоны в данных областях с изоглоссами других диалектных зон формируют ареалы переходных межзональных говоров в каждом из наречий. Тем самым межзональные говоры характеризуются наличием неравномерно распространённых разнодиалектных черт противоположно размещённых диалектных зон. В области пересечения изоглосс западной, северо-западной и северо-восточной зон локализуются межзональные говоры северного наречия, а в области пересечения изоглосс западной, юго-западной (I пучка изоглосс) и юго-восточной зон локализуются межзональные говоры А южного наречия.
Расположение западной диалектной зоны не создаёт второго попарного разделения территории русского языка на западную и восточную части (наряду с разделением на северную и южную — на два наречия), так как западной диалектной зоне на востоке не противопоставлен единый языковой комплекс (западной зоне противостоят в некоторой степени языковые комплексы северо-восточной и юго-восточной диалектных зон), а также вследствие немногочисленности диалектных явлений, характеризующих данную диалектную зону в сравнении с числом явлений, противопоставляющих северное и южное наречия.
Ареал западной диалектной зоны охватывает полностью ареалы северо-западной и юго-западной зон и накладывается на западные части ареалов северной и южной зон.

## История
Формирование языковых черт западной диалектной зоны связано с распространением явлений так называемой западно-северной локализации, которые охватывают как западную часть территории распространения русского языка раннего формирования, так отчасти и говоры северного наречия, говоры белорусского языка, а иногда и говоры украинского языка. В числе «общезападных явлений» отмечаются такие фонетические явления, как: сохранение ударного /e/, не изменившегося в /o/ перед твёрдыми согласными; произношение /ы/ или /e/ в соответствии редуцированному y̆ и произношение /u/ в соответствии ĭ (м[ы́]ю, м[э́]ю «мою», молод[ы́]й, молод[э́]й «молодой», n[u]й «пей»); произношение твёрдых губных согласных в соответствии мягким на конце слова (го́лу[п] «голубь», се[м] «семь»); чередование смычно-проходного бокового согласного /л/ любого образования, [л] или [l] с [w] или [ў] в конце слова и слога: да[л]а́ или да[l]а́, но дa[w], до́[л]ог или до́[l]ог, но до́[w]го; чередование произношения спиранта губно-зубного образования /в/ в положении перед гласными и произношения /w/ губно-губного образования или /ў/ неслогового в положении перед согласными и на конце слова: коро́[в]а — кopо́[w]ка, дpo[в]а́ — дpo[w]; распространение сочетаний /шч/ или /штш/, /ш’ч’/ или /ш’т’ш’/ и /ждж/ или /ж’д’ж’/ в соответствии долгим шипящим согласным /шш/ или или /ш’ш’/, /жж/ или /ж’ж’/; произношение удвоенных согласных в соответствии сочетаниям согласных с /j/ других говоров: сви[н’н’]а́ «свинья», пла́[т’т’]а «платье», сохранение мягкости согласным н в положении перед утраченным ь, исторически входившим в состав суффикса -ьск- в случаях типа же́/н’с/кий из женьскъй; такие морфологические явления, как совпадение по месту ударения в формах дательного—предложного падежей существительного женского рода типа грязь: по грязи́ — в грязи́; по грязе́ — в грязе́; наличие существительных — названий ягод, образованных с суффиксом -иц-: брусн[и́ц]а, землян[и́ц]а, черн[и́ц]а; распространение формы родительного падежа единственного числа местоимения 3-го лица женского рода [йейе́] и формы косвенных падежей местоимений 3-го лица с отсутствием н при употреблении этих форм с предлогами (у [йейе́], к [йему́]); а также синтаксические конструкции типа коси́ть трава́, мне ша́пка на́до; ходи́ть по грибы́ и т. д.. Указанные явления образуют ареал, перекрывающий границы современного диалектного членения. Данный ареал отражает тесную связь восточнославянских говоров западной локализации (белорусских, западнорусских, севернорусских и отчасти украинских) и северной локализации (в которых черты «общезападного происхождения» сформировались в результате колонизации Русского Севера носителями древненовгородского диалекта). Характерной его особенностью является разреженное распространение «общезападных явлений» в историческом центре Новгородской земли, что связано с ранним и усиленным процессом нивелировки исконных новгородских черт после завоевания Новгорода Московским государством. Поэтому «общезападные явления» лучше сохранились в говорах северного наречия, в которых распространение черт центра было менее интенсивным и началось позднее.
Противопоставление западной, включавшей новгородские, псковские и смоленские говоры, а также и полоцкие, изредка турово-пинские, и даже киевские или черниговские говоры, и восточной частей восточнославянского ареала, к которым относились ростово-суздальские, рязанские и восточно-черниговские говоры, формировалось уже с раннего этапа развития названных говоров в XII—XIII веках. Языковые новообразования, появлявшиеся в западных говорах, не проникали на восточную территорию и, в свою очередь, инновации восточных говоров не распространялись на западе. В дальнейшем языковое противопоставление запада и востока усилилось при образовании в XIII веке независимых Псковской и Новгородской республик, ещё сильнее втягивавшихся в орбиту западной жизни, с формированием Литовской Руси, в пределах которой стали обособляться западнорусские земли, в XIV веке территория Великого княжества Литовского подошла к границам Псковской и Новгородской земель (Псков в XIV веке даже попал в зависимость от Литовского княжества), длительные связи западных территорий (в том числе и в отношении процессов языкового развития) не прерывались. Особенностью противопоставления западных и восточных говоров была более тесная связь западного восточнославянского ареала, в котором распространялось большое число общих черт, как правило формировавшихся на юге и шедших в северном направлении, и сравнительно небольшое число общих черт восточных говоров, сложившихся или в более ранний период или в период усиления Московского государства. Общезападные архаизмы и инновации, распространявшиеся на территории, которую занимают современные западные среднерусские и севернорусские говоры, были недостаточно устойчивыми и часто вытеснялись соответствующими языковыми чертами ростово-суздальского происхождения. В частности, такие архаизмы, как наличие гласной /е/, не изменившейся в о под ударением перед твёрдыми согласными; употребление сочетаний /ш’ч’/ и /ж’д’ж’/ в соответствии долгим шипящим сохранились лишь в виде мелких разрозненных ареалов или в отдельных говорах Русского Севера; несколько более устойчивым оказалось чередование /в/ с /w/ в конце слога и слова, широкое распространение сохранили такие архаические явления, как сохранение мягкости согласного в словах типа же́[н’с]кй и наличие существительных — названий ягод, образованных с суффиксом -иц-. Также недостаточно устойчивыми были инновации общезападного происхождения, лучше всего они сохранялись в говорах, непосредственно восходящих к новогородскому диалекту: чередование /л/ с /w/ в конце слова и слога; наличие долгих согласных в соответствии сочетаниям согласных с /j/; распространение формы давнопрошедшего времени типа был ушёл и т. д. Сравнительно широко распространились такие явления, как перенос ударения на начальный слог в личных формах некоторых глаголов II спряжения типа дари́шь и произношение твёрдых губных в соответствии мягким в конце слова. Усвоенные извне — из говоров юго-западных земель, общезападные инновации часто не распространялись последовательно на центральной части территории новгородского диалекта, и, соответственно, не получили широкого распространения в говорах северного наречия.
С течением времени связь между говорами западно-северной территории, хоть и ослабевала, но окончательно не прерывалась, о чём свидетельствует распространение в них не только архаизмов, но и целого ряда инноваций. По-видимому, междиалектные контакты сохранялись и в сравнительно поздний период на этапе развития самостоятельных восточнославянских языков — в XVI—XVII веках. Ряд поздних диалектных новообразований, распространяясь в той или иной мере в ареале белорусского языка, охватывали сопредельные с ним территории русского языка (западную часть говоров южного наречия, западные среднерусские говоры и наиболее западную часть говоров северного наречия) и даже продвигались несколько шире на восток. Рассматриваемая территория, которую занимали русские говоры, совпадает с границами современной западной диалектной зоны. Характер распространения поздних «общезападных» инноваций на разных частях занимаемой ими территории позволяют выявить направление их продвижения, которое шло в с юга на север, так как новообразования нередко менее последовательно реализуются или меняют характер
своих структурных разновидностей именно в северной части территории западной зоны. Особенностью распространения инноваций, составляющих характеристику западной диалектной зоны, в отличие от более ранних «общезападных» диалектных черт является их широкий охват территории западных среднерусских говоров, на которой явления раннего периода распространены разреженно или даже отсутствуют. В то же время черты западной диалектной зоны не распространялись в северном наречии, что указывает на ослабление в этот период междиалектных контактов новгородско-псковской территории с Русским Севером. Исключение составляют говоры Ладого-Тихвинской и Онежской групп говоров. Отдельные черты проникли и в другие севернорусские говоры, прежде всего явления лексикализованного характера.
Если формирование ареалов языковых черт западной диалектной зоны относят к XVI—XVII векам, то появление форм той или иной черты в письменных памятниках фиксируется несколько раньше. Так, например, формы указательных местоимений женского рода с j в основе отмечаются уже с XV века, при этом формы среднего рода появляются значительно реже и позже аналогичных форм женского рода. Для форм указательных местоимений множественного числа ещё в XIII—XIV веках были характерны родовые различия (ти — мужской род, ты — женский род и та — средний род). С начала XIV века появляется, а затем закрепляется общая для всех родов форма тҍ. С XV века в памятниках письменности, в том числе и в новгородских грамотах, фиксируются также общие для всех трёх родов формы ты́йи и реже ты́йе (при формах косвенных падежей тыхъ, тымъ), возникшие под влиянием соответствующих окончаний склонения прилагательных. По наибольшей последовательности в распространении указательных местоимений ты́йи (тэ́йи) в областях, граничащих с ареалом белорусского языка, можно предположить, что с этой территории данная форма распространялась на север, заняв ареал современной западной диалектной зоны. Формы местоимений ты, ти, те́йи развились, по-видимому, в процессе взаимодействия форм ты́йи и те. Так, форма ты, отмечаемая в говорах, распространённых к югу от Ладожского озера, могла образоваться в результате утраты формой ты́йи окончания, а форма ти, известная в говорах, распространённых к западу от Чагоды, возможно, является фонетическим вариантом формы те (с произношением /и/ на месте ě) или образовалась под влиянием форм косвенных падежей тых, тим. Форма те́йи, рассеянно распространённая в ареалах форм ты́йи и те, возникла в результате их контаминации. Наиболее распространёнными формами указательных местоимений с j в основе являются та́йа и ты́йи, что связано с их сравнительно ранним появлением, форма среднего рода то́йе, хоть и получила в настоящее время такое же интенсивное распространение, что и форма женского рода и форма множественного числа, судя по письменным памятникам, возникла несколько позднее.
Также согласно памятникам письменности, уже в XIII—XIV веках наблюдается тенденция к устранению грамматических различий в роде во множественном числе местоимения 3-го лица именительного падежа — на месте форм они́ (мужской род), оны́ (женский род) и оне́ (из онҍ, происхождение которой объясняют различно) постепенно стала употребляться только одна форма для всех родов, при этом в тех или иных частях ареала русского языка в качестве единственной закрепляются разные словоформы: они́ (первоначально в рязанских говорах, затем во всех юго-восточных русских говорах), оне́ (первоначально в ростово-суздальских говорах, затем во всех северо-восточных русских говорах), оны́ (в западнорусских говорах и почти во всех белорусских говорах). В XIV—XV веках в результате выравнивания основы в формах именительного падежа, с одной стороны, и косвенных
падежей — с другой. В результате этого процесса в форме именительного падежа множественного числа местоимения 3-го лица развивается йотация начального гласного — появляется
форма йоны́ с фонетическими вариантами в некоторых говорах: [йа]ны́, [йе]ны́, [йи]ны́, [и]ны́. Более интенсивный характер распространения формы оны́ в сравнении с формой йоны́ в северной части западной диалектной зоны даёт основание предполагать, что первоначально происходило распространение формы оны́ без йотации в северном направлении, а процесс развития начального /j/ в этой форме начался позже. Вероятнее всего, две другие формы местоимения 3-го лица (рязанская они́ и ростово-суздальская оне́) в пределах западной диалектной зоны получили вторичное распространении. Форма они́ стала распространяться в том числе и на запад с XVI века после вхождения Рязанского княжества в Московское государство, форма оне́ стала распространяться на запад с XV века, в обоих случаях проникновение данных форм местоимений на территорию Новгородской республики стало активнее происходить после присоединения Новгорода к Москве. В результате распространения форм из других русских диалектов, а также в результате йотации начального гласного данных форм, на территории западной диалектной зоны сложилось разнообразное смешение ареалов всевозможных форм местоимения 3-го лица множественного числа. Одной из последних, вероятнее всего, развилась форма йоне́ (с вариантами [йе]не́, [йи]не́).

## Языковые черты
Особенностями языковой характеристики западной диалектной зоны являются небольшое число образующих зону диалектных явлений и их нерегулярное распространение на всей территории — наличие явлений в виде небольших островных ареалов или полное отсутствие явлений в некоторых группах говоров.
Языковой комплекс западной диалектной зоны включает следующие черты:
1. Ударение на первом слоге у прилагательных «седьмой» ([с’о́]мой) и «шестой» ([шо́]стой). В северных областях эта диалектная черта распространена нерегулярно. К юго-востоку от диалектной зоны ударение на первом слоге в указанных прилагательных встречается также в елецких и оскольских межзональных говорах Б южного наречия[44].
2. Наличие в личных местоимениях 3-го лица начального j: [йо]н (см. изоглоссу на карте), [йо]на́, [йо]но́ ([йе]но́), [йо]ны́ ([йа]ны́, [йе]ны́)[6][45]. Распространение языкового явления не имеет сплошного охвата всей диалектной зоны, наиболее регулярной из всех форм является форма мужского рода [йо]н (отсутствует на большей части территории селигеро-торжковских говоров), которая отмечается также и в северной части диалектной зоны. Формы [йо]на́, [йо]но́, [йо]ны́ менее регулярны (отсутствуют в лачских говорах северного наречия и в среднерусских селигеро-торжковских говорах, не охватывают всей территории Ладого-Тихвинской группы говоров северного наречия и территории западных среднерусских окающих говоров, отсутствуют, кроме того, в межзональных говорах А южного наречия). Формы с йотацией начального гласного характерны также для говоров белорусского языка[46]. В целом данное явление представлено во всех западных севернорусских говорах, кроме того, его ареал продвинулся восточнее в межзональные говоры северного наречия (из севернорусских говоров йотация начального гласного в местоимениях неизвестна только вологодским и костромским говорам), среди западнорусских говоров явление распространено в гдовских, псковских и в большей части новгородских говоров, но отсутствует в селигеро-торжковских говорах, на юге широко представлена в западных южнорусских говорах[47].
3. Наличие местоимения 3-го лица в форме именительного падежа множественного числа с окончанием -ы (старая форма именительного падежа множественного числа женского рода) — он[ы́] (см. изоглоссу на карте), варианты этой формы с начальным j: йон[ы́], йан[ы́], йен[ы́], йин[ы́], а также форма ин[ы́]. В говорах остальной территории распространения русского языка раннего формирования отмечаются формы данного местоимения с другими флексиями: в говорах северо-восточной диалектной зоны распространена форма с окончанием -е — он[е́] [25], в говорах юго-восточной зоны — форма, совпадающая с формой русского литературного языка, с окончанием -и — он[и́][26]. За пределами западной диалектной зоны местоимение он[ы́] встречается в поморских говорах северного наречия[48], в восточных среднерусских говорах отдела Б и в небольшой части владимирско-поволжских говоров окрестностей Владимира[49][27], а также в говорах белорусского языка. Отсутствует в селигеро-торжковских говорах[47].
4. Формы указательных местоимений с наличием j в основе (см. изоглоссу на карте). Наиболее последовательно в пределах диалектной зоны, и, в частности, в пределах северной части её территории, наличие j отмечается в словоформах т[а́йа] «та» — т[у́йу] «ту» (именительный-винительный падежи единственного числа женского рода), т[о́йе] «то» (именительный падеж единственного числа среднего рода), т[ы́йи] «те» (именительный падеж множественного числа)[8][23]. Ареал данного явления на севере занимает только западную часть ладого-тихвинских говоров, а на юге охватывает русские говоры юго-запада и продолжается повсеместно на территории распространения белорусских говоров[50][47]. Ареалу словоформы т[а́йа] противопоставляется ареал словоформы та, кроме этого, преимущественно в пределах южной части западной диалектной зоны встречаются мелкие разрозненные ареалы таких форм указательных местоимений женского рода, как т[айа́], т[ыйа́], единично отмечены в говорах восточной части северного наречия формы т[ойа́], т[о́йа]. Аналогично формам женского рода распространена форма среднего рода т[о́йе], которой соответствует на восточной территории распространение формы то, а в пределах южной части западной диалектной зоны встречаются небольшие ареалы форм т[ойе́], т[ыйо́] и т[айо́]. Также в распространении указательного местоимения в форме именительного падежа множественного числа ареалу формы т[ы́йи] (т[ы́йе]) на западе противопоставлен ареал формы те на востоке, при этом при основной форме т[ы́йи] в пределах западной диалектной зоны встречается большое число других различных образований в виде мелких ареалов, преимущественно в северной части диалектной зоны отмечаются формы те, ты, ти, т[е́йа], т[е́йи] и т[е́йе], преимущественно в южной части — формы т[э́йа], т[э́йе] (в основном на российско-белорусской границе), а также формы те и т[ыйи́][22].
5. Возможность образования существительных с суффиксом -ак от глаголов сидеть и ходить: сêд[а́к] «седок», ход[а́к] «ходок» и т. п., нерегулярно распространённых на территории диалектной зоны[6]. Форма хода́к неизвестна в селигеро-торжковских говорах[47].
6. В области синтаксиса характерно такое явление, как употребление деепричастий прошедшего времени в качестве сказуемого: по́езд ушо́вши, трава́ скоси́вши (см. изоглоссу на карте)[8][24][51]. Данная конструкция распространена на севере в ареале Ладого-Тихвинской группе говоров, широко известна в западных среднерусских говорах, на юге — данное явление представлено в западных южнорусских и в части северных белорусских говорах[52].
7. Исключительное распространение синтаксической конструкции с предлогом с или з в случаях типа прие́хал з го́рода, вы́лез с я́мы в соответствии с предлогом из[6][53][54]. Данное языковое явление отсутствует на территории селигеро-торжковских говоров. Отмечается в северо-западных ладого-тихвинских говорах, широко распространено в западных южнорусских говорах и во всём ареале белорусского языка[52].
8. Лексический состав отмечен распространением слов: лемеши́, омеши́ «сошники у сохи», пу́то «ремешок, соединяющий части цепа» и т. д. Слова лемеши́ и омеши́ известны также в сопредельных с ареалом западной диалектной зоны северо-восточных областях распространения белорусского языка, слово пу́то характерно для белорусских говоров в районе города Витебска[52].

Тая баба усталая — с талаки пришодчи — в этом примере отмечается распространение местоимения т[а́йа] (на территориях других диалектных зон — та), слова толока́ в значении «коллективная помощь в работе» (в отличие от слова по́мочь), данное слово также упоминается в характеристике юго-западной диалектной зоны, употребление деепричастий в роли сказуемого (пришо́дчи).

## Говоры вторичного формирования
Языковые черты западной диалектной зоны присутствуют в говорах вторичного формирования. В частности в говоре семейских старообрядцев присутствуют такие диалектные явления, как наличие форм местоимений 3-го лица с начальным j; распространение формы местоимения 3-го лица оны́; наличие j в основе в формах указательных местоимений: т[а́йа], т[у́йу], т[ы́йи]; образование с суффиксом -ак таких существительных, как сêд[а́к] (седок) и других; употребление деепричастия в функции сказуемого.